# Kicksider
Kicksider war ein Jugendmagazin, das sich hauptsächlich dem Kampfsport widmete, mit Fokus auf Kickboxen.
Im Gegensatz zu anderen Kampfsport-Magazinen befasste sich Kicksider nicht nur mit asiatischem Kampfsport, sondern auch mit westlichen Disziplinen wie Boxen und K-1-Kickboxen. Die Zeitschrift wurde von 1991 bis 1996 vom Sportverlag Deubner herausgebracht. Von 1996 bis 1998 erschien sie unter der Firma PVM Publishing Verlag GmbH, Darmstadt. Von 1991 bis 1993 erschien die Zeitschrift unter dem Titel Kicksider in unregelmäßigen Abständen. Im September 1993 wurde der Titel in „KICK – Illustrierter Kampfsport“ geändert und erschien zweimonatlich. Im Februar 1998 wurde der Titel eingestellt. Das Cover zierten meistens bekannte Kampfsportmeister, Filmschauspieler, Weltmeister im Kickboxen oder andere Spitzensportler wie z. B. Bruce Lee, Don Wilson und Michael Kuhr.
In der Zeitschrift waren immer wieder Interviews mit Weltmeistern und berühmten Action-Schauspielern sowie Einblicke in das Privatleben und das Training der „Stars“ enthalten.

## Verbreitung und Auflage
Kicksider erreichte eine Gesamtauflage von 28.000 (Stand: 3/1996, Quelle: PVM).